# دايلي صباح
دايلي صباح هي صحيفة تركية موالية للحكومة، من تركيا. تتوفر الصحيفة باللغات الإنجليزية والألمانية والعربية والروسية وتملكها مجموعة توركوفاز ميديا. نشرت الصحيفة أول أعدادها في 24 فبراير 2014. رئيس التحرير هو سيردار كاراجوز.
تعتبر الصحيفة في كثير من الأحيان منفذ دعاية للحكومة التركية وحزب العدالة والتنمية. وهي مملوكة لصديق للرئيس رجب طيب أردوغان، وجزء من روتينه اليومي بسبب التغطية المواتية.

## التاريخ
تأسّست الصحيفة في العام 2014 عندما ساد مناخ سياسي شديد العدائية في السياسة التركية. وبعد صراع وقع في ديسمبر 2013 بين جماعة كولن، وهي منظمة مجتمع مدني دينية لديها بعض التطلعات السياسية، وحزب العدالة والتنمية الحاكم، صارت صحيفة توداي زمان تنتقد حزب العدالة والتنمية الحاكم. ومن أجل تحقيق التوازن بين الخطاب النقدي ضد حزب العدالة والتنمية من قبل توداي زمان وصحيفة حريت العلمانية المنتقدة للحزب، ظهرت صحيفة دايلي صباح كصوت مؤيد لحزب العدالة والتنمية باللغة الإنجليزية.

## سياسة التحرير ووجهات النظر
تصف دايلي صباح نفسها بأنها «ملتزمة بالديمقراطية وحكم القانون وحقوق الإنسان والحرية». ومع هذا الوصف الرسمي، فإن الصحيفة هي لسان حال «حزب العدالة والتنمية»، وأكثر من ذلك هي تشجع الرئيس التركي الحالي رجب طيب أردوغان، وداعمة للإسلاموية.
ووفقًا لصحيفة صحيفة شبيغل الإلكترونية الألمانية، فإن الصحيفة تنتقد جماعة كولن، التي تتهمها حكومة حزب العدالة والتنمية بمحاولة قلب الحكومة في محاولة الانقلاب في العام 2016. لقد وُصفت الصحيفة بأنها تستخدم دعاية شفافة سيئة التشكيل على الطراز التركي للنهوض بأحداث حكومة حزب العدالة والتنمية.

## انتقادات

### حرية التعبير
في مارس 2017، أطلق عضو هولندي في البرلمان الأوروبي على صحيفة ديلي صباح اسم «صحافة الكراهية» وحاول منع توزيعها في الجلسات البرلمانية. لقد وجه البرلمان الأوروبي اتهاماتٍ إلى تركيا بشأن حرية التعبير والتعبير، حيث دافعت الصحيفة عن سجل حقوق الإنسان لحزب العدالة والتنمية. وبدون فهم ما تعنيه الحريات، قالت الصحيفة إن قرار حظر توزيعها كان انتهاكًا لحريات الصحافة والتعبير. وفي غضون ذلك، قال وزير شئون الاتحاد الأوروبي لتركيا عمر جيليك ما يلي حول القضية: «إن حظر البرلمان الأوروبي لحرية الصحافة هو حدث مأساوي لمستقبل أوروبا.»

## وصلات خارجية
- الموقع الرسمي